# Begraafplaats van Bayeux (Oost)
De Begraafplaats van Bayeux (Oost) is een gemeentelijke begraafplaats in de Franse stad Bayeux (Departement Calvados) gelegen op 1.100 m ten oosten van het stadscentrum (Kathedraal van Bayeux). Op de begraafplaats, die naast een voormalige parochiekerk is gelegen, staat een gedenkteken voor de gesneuvelden uit de Eerste Wereldoorlog.

## Britse oorlogsgraven
Op de begraafplaats liggen 5 Britse militairen uit de Tweede Wereldoorlog. Zij sneuvelden op 20 juni 1944 in de omgeving. 
- Een van hen is Gilbert Seymour Wyndham Talbot, kapitein bij de Rifle Brigade. Hij was de neef van luitenant Gilbert W. L. Talbot[1] naar wie het Talbot House in Poperinge is genoemd.
- Majoor Francis Arthur Dorrien-Smith was een van de drie broers die sneuvelden in deze oorlog.

De graven worden onderhouden door de Commonwealth War Graves Commission en zijn daar geregistreerd als Bayeux Eastern Cemetery.